# Moshe Jahoda

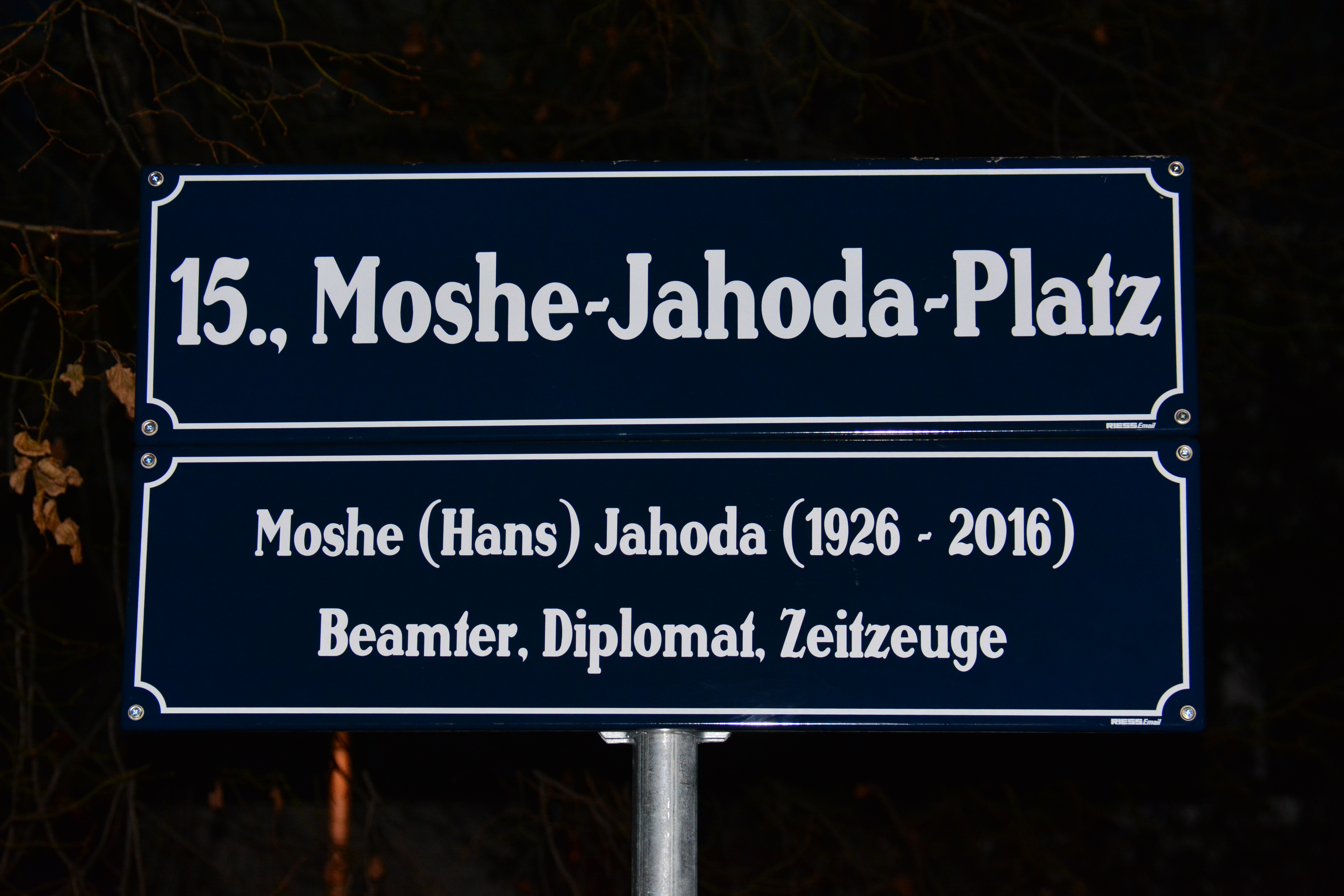
Moshe-Jahoda-Platz in Wien, benannt am 7. November 2018

Moshe Hans Jahoda (1926 in Wien – 19. Oktober 2016 in Israel) war ein israelischer Beamter und Diplomat österreichischer Herkunft, sowie langjähriger Spitzenfunktionär von American Joint und der Jewish Claims Conference. Er besaß die Staatsbürgerschaft Israels und Österreichs.

## Leben
Jahoda wurde als Sohn von Hermine und Robert Jahoda im 15. Wiener Gemeindebezirk geboren. Seine Eltern betrieben eine kleine Druckerei. Im Jahr 1938 wurde Jahoda Zeuge des Anschlusses Österreichs an das Deutsche Reich, der begeisterten Reaktion großer Teile der Bevölkerung und der Novemberpogrome 1938. 1939 konnte er, als 13-Jähriger, mit einem Kindertransport nach Palästina entkommen. Seine Eltern und seine jüngere Schwester Gertrude (geboren 1931) blieben in Wien, mussten ihre Wohnung verlassen und in den 9. Bezirk übersiedeln, wurden schließlich am 24. September 1942 ins Ghetto Theresienstadt deportiert. Am 23. Jänner 1943 wurden  Vater, Mutter und Tochter ins KZ Auschwitz überstellt, wo alle drei ermordet wurden.
Fünf Monate vor Ausbruch des Zweiten Weltkrieges erreichte Moshe Jahoda Palästina und wurde dort von der Kinder- und Jugend-Alijah betreut, zuerst in Jerusalem, dann im Kibbuz En Gev im Nordosten Palästinas, südlich der Golanhöhen, wo er bis 1948 blieb. 
Ab 1946, noch vor der Staatswerdung Israels, diente er als Offizier der Untergrundarmee Hagana. 1948 nahm er am ersten Offizierslehrgang der Israelischen Armee teil, erlangte den Rang eines Majors und wurde im Unabhängigkeitskrieg verletzt. An späteren Kriegen nahm er als Reserveoffizier teil. Ab 1953 folgte eine zivile Karriere, unter anderem als Vizegeneraldirektor im Landwirtschaftsministerium, als Botschaftsrat in den Botschaften Israels in Argentinien, Uruguay und Paraguay, als Vizevorsitzender von Kupat Cholim, der Gesundheitsdienste der Histadrut, sowie als Generaldirektor der Wohlfahrtsorganisation Mishan, die sieben Altersheime, fünf Kinderdörfer und 65 Pensionistenklubs betreibt. 
1990 wurde Jahoda zum ersten Direktor des American Joint (A.J.D.C.) im vormals kommunistischen Ungarn bestellt. Während seiner viereinhalbjährigen Tätigkeit in Ungarn begründete er Sozialprojekte für ältere Menschen, Programme für Jugendliche sowie Projekte zur Wiederbelebung jüdischer Gemeinden. 1991 übernahm er zusätzlich die A.J.D.C.-Leitung in Bulgarien, 1995 für die Slowakei. Im Herbst 1997 wurde er zum Associate Executive Vice President der Claims Conference in New York bestellt, seit Februar 1999 leitet er das Büro der Claims Conference in Wien, welches einerseits die Interessen der österreichischen Überlebenden wahrnimmt, andererseits als Verbindungsstelle zwischen den jüdischen Gemeinden in Österreich und österreichischen Institutionen dient. Jahoda war federführend in den Verhandlungen mit der österreichischen Regierung betreffend Wiedergutmachungs- und Entschädigungsmaßnahmen, die am 17. Januar 2001 in Washington mit der Unterzeichnung eines weit reichenden Abkommens abgeschlossen werden konnten. 2004 wurde er zum Repräsentanten der Claims Conference in Deutschland und Direktor der Nachfolgeorganisation ernannt, eine Aufgabe, die er bis 2006 wahrnahm. Er war Kuratoriumsmitglied des Österreichischen Zukunftsfonds und Ehrenkurator beim Nationalfonds der Republik Österreich für Opfer des Nationalsozialismus. In seinem Heimatbezirk Rudolfsheim-Fünfhaus war er maßgeblich an der Errichtung eines Mahnmals für den niedergebrannten Turnertempel beteiligt und gab als erster Interview-Partner des Projekts Herklotzgasse 21 deren Ausstellung den Titel: Dreieck meiner Kindheit. Die deutschsprachige Ausgabe seines Buches Hier, da und andere Welten erschien 2013 in einer Wiener Edition und wurde von Nationalratspräsidentin Barbara Prammer im österreichischen Parlament vorgestellt.
Moshe Jahoda war verheiratet, Vater von drei Kindern und Großvater von sieben Enkelkindern.
Seit dem 7. November 2018 trägt der Platz, auf dem der Turnertempel stand, auf Initiative der Bezirksvertretung Wien 15 den Namen Moshe-Jahoda-Platz.

## Zitat
„Ich habe eine gewisse ambivalente Einstellung Wien gegenüber gehabt. Ich habe in Wien als Kind glückliche Stunden erlebt. Und ich habe in Wien gute und liebe Menschen erlebt. Ich habe aber auch viel Hass empfangen, von Mitschülern und von Lehrern, die auf ihren Jacketts innen das Hakenkreuz gehabt haben. Am Tag, nachdem Hitler gekommen ist, haben sie das umgedreht, und das Hakenkreuz ist rausgekommen. Nicht alle waren freundlich und hatten Mitgefühl mit Kindern, die sich von Geburt an in Österreich zu Hause gefühlt und geglaubt haben, dass es ihr Land ist. […] Mir ist nie klar geworden, warum sich das österreichische Volk verpflichtet gefühlt hat, 230.000 österreichische Soldaten für Hitler zu opfern, 40.000 Zivilisten bei Luftangriffen und dazu noch 70.000 bis 80.000 Juden, die vergast und hingerichtet wurden in Konzentrationslagern.“

## Auszeichnungen
- Pro-Caritas-Orden der ungarischen Regierung für humanitäre Verdienste
- 2008: Großes Silbernes Ehrenzeichen für Verdienste um die Republik Österreich

## Buchpublikation
- Hier, dort und andere Welten – Flucht und Suche nach Heimat, mit einem Vorwort von Barbara Prammer, Edition Steinbauer, Wien 2013, ISBN 978-3-902494-63-4.